# 水內郡
水內郡（日语：〔〕／ Minochi gun */?）是過去位于日本信濃國和長野縣的一個郡，已於1879年1月4日因實行郡區町村編制法而廢除。

## 郡域
水內郡的郡域大約為現在以下地方。
- 上水內郡全域
- 長野市一部分（信州新町日原西、信州新町信級與屋島一部分，但不包括犀川及千曲川以北）
- 中野市一部分（大約為千曲川以西）
- 飯山市一部分（同上）
- 下水內郡榮村一部分（同上）

### 近代沿革
- 《舊高舊領取調帳》記載了明治初年時水內郡的範圍。（154村）
  - 後屬於上水內郡範圍（5町172村） - 幕府領（中野代官所、松代藩預地）、松代藩、飯山藩、越後椎谷藩
  - 後屬於下水內郡範圍（1町49村） - 幕府領（中野代官所）、飯山藩
- 慶應四年二月十七（1868年3月10日） - 幕府領一部分（中野代官所）歸名古屋藩管轄。
- 明治二年二月三十（1869年4月11日） - 幕府領一部分（中野代官所）歸伊那縣管轄。
- 明治三年
  - 約於此時幕府領（松代藩預地）歸伊那縣管轄。
  - 九月十七（1870年10月11日） - 伊那縣管轄範圍改由中野縣管轄。
- 明治四年
  - 六月二十二（1871年8月8日） - 中野縣改名長野縣。
  - 七月十四（1871年8月29日） - 廢藩置縣，藩領分別由松代縣、飯山縣、椎谷縣管轄。
  - 十一月二十（1871年12月31日） - 第一次府縣統合，全郡歸長野縣管轄。
- 明治十二年（1879年）1月4日 - 郡區町村編制法在長野縣實施，水內郡的長野町3町101村劃歸上水內郡，而飯山町1町18村劃歸下水內郡，同日水內郡消失。

## 相關項目
- 長野地域 - 後屬於上水內郡。
- 北信地域 - 後屬於下水內郡。

| 前任者： － | 行政區變遷 ？－1879年 | 繼任者： 上水內郡 下水內郡 |